# Punto de partida (película)
Punto de partida (título original: Everything That Rises) es un telefilme estadounidense de aventura, drama y wéstern de 1998, dirigido por Dennis Quaid, escrito por Mark Spragg, musicalizado por David Robbins, en la fotografía estuvo Jack Conroy y los protagonistas son Dennis Quaid, Mare Winningham y Harve Presnell, entre otros. El filme fue realizado por Larry Levinson Productions, TNT y The Magus Company; se estrenó el 12 de julio de 1998.

## Sinopsis
Un hombre de Montana se ve forzado a replantearse sus prioridades, tiene a su hijo lesionado gravemente y además pelea por conservar la tierra de la familia.